# キューバの国立公園

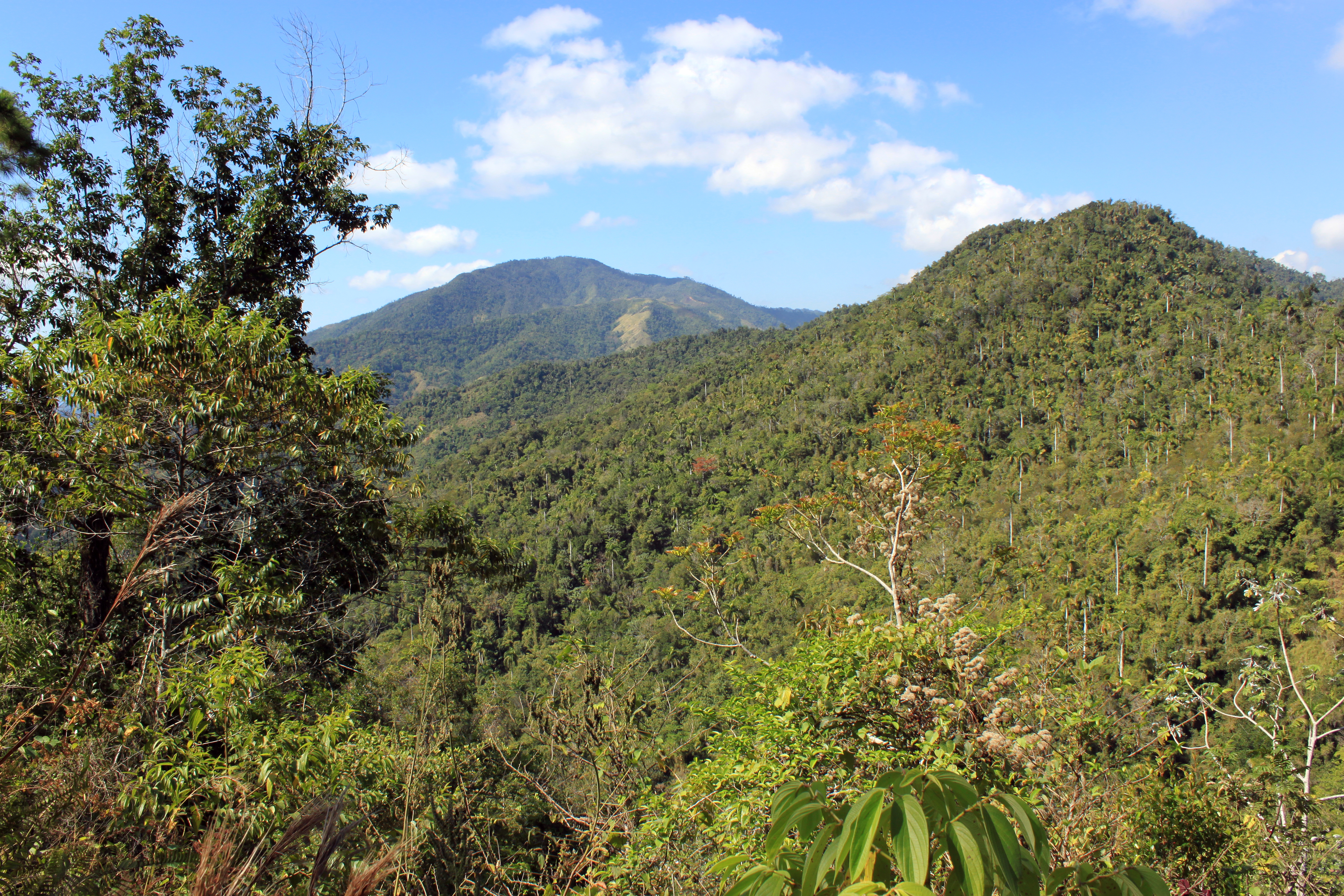
トゥルキーノ国立公園で。

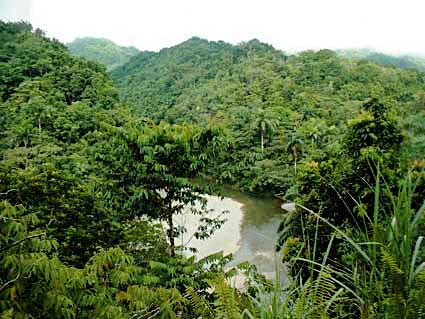
アレハンドロ・デ・フンボルト国立公園で。

キューバの国立公園（キューバのこくりつこうえん、スペイン語: Parques nacionales de Cuba）は、キューバの国立公園に関して記述する。

## 概要
2013年現在、キューバには14の国立公園があり、その内12か所に保護されている生態系は非常に多様で、キーとサンゴ礁（ハルディネス・デ・ラレイナ、サンフェリペ・キー）、湿地（シエナガ・デ・ザパタ）、熱帯林（アレハンドロ・デ・フンボルト、シエラ・クリスタル）、モゴーテ（Mogote）の原野（ビニャーレス渓谷）などである。国立公園の総面積は5,142平方キロメートルで、これはキューバの国土の5％弱に相当する。
キューバのの国立公園を含む国立保護区システム（SNAP）は、科学技術環境省（CITMA）の国立保護区センター（CNAP）によって管理されている。キューバの最初の国立公園は、1986年に設立されたグランマ号上陸記念国立公園である。

## 一覧
以下にキューバの国立公園を、その名称またはその元になった関連日本語記事があるものを列挙する。
- アレハンドロ・デ・フンボルト国立公園
- グランマ号上陸記念国立公園
- トゥルキーノ国立公園
- ビニャーレス国立公園

## 参照項目
- 国立公園